# Мартіна Вальчепіна
Мартіна Вальчепіна (італ. Martina Valcepina) — італійська ковзанярка, що спеціалізується на шорт-треку, олімпійська медалістка, медалістка чемпіонатів світу, переможниця та медалістка чемпіонатів Європи. 
Бронзову олімпійську медаль Вальчепіна виборола на Іграх 2014 року в Сочі в складі італійської команди в естафеті на 3000 метрів. На Пхьончханській олімпіаді 2018 року вона, разом із італійською командою, здобула срібну медаль.

## Олімпійські ігри
| Рік  | Місто                     | 500 метрів | 1000 метрів | 1500 метрів | Е | ЗЕ  |
| ---- | ------------------------- | ---------- | ----------- | ----------- | - | --- |
| 2014 | Сочі, Росія               | 20         | 23          | 23          | 3 | Н/Д |
| 2018 | Пхьончхан, Південна Корея | 9          | —           | 12          | 2 | Н/Д |
| 2022 | Пекін, Китай              |            |             |             |   | 2   |

## Виноски
1. 1 2  https://www.shorttrack.swisstiming.com/Entries.aspx?evt=11213100000124
2. ↑  https://isu.org/docman-documents-links/isu-files/event-documents/short-track-2/2023-24-4/world-cups-26/announcements-156/32192-isu-world-cup-short-track-speed-skating-montreal-18-10-2023-entries/file
3. ↑  Women's 3000 metre relay results. Архів оригіналу за 21 лютого 2018. Процитовано 2 березня 2018.